# Corazón (chanson)
Pour les articles homonymes, voir Corazón.
Singles de Maluma
Vivo Pensando en Tí
(2017) Solo a Solas
(2017)
Corazón (en français cœur) est un single du chanteur colombien Maluma featuring Nego do Borel (en).
Le single est un remix de la chanson Você Partiu Meu Coração de Nego do Borel.

## Classements
| Classement (2017-18)                | Meilleure position |
| ----------------------------------- | ------------------ |
| Belgique (Flandre Ultratip 100)     | 50                 |
| Belgique (Wallonie Ultratip 50)     | 50                 |
| États-Unis (Hot 100)                | 87                 |
| États-Unis (Hot Latin Songs)        | 5                  |
| États-Unis (Bubbling Under Hot 100) | 3                  |
| Espagne (PROMUSICAE)                | 3                  |
| France (SNEP Téléchargement)        | 189                |
| Italie (FIMI)                       | 70                 |
| Portugal (AFP)                      | 31                 |
| Suisse (Schweizer Hitparade)        | 50                 |

## Certification
| Région                                                                                                 | Certification        | Ventes/Streams |
| --- | -------------------- | -------------- |
| États-Unis (RIAA)                                                                                      | 11 × Platine (Latin) | 660 000        |
| *Ventes selon la certification ^Mise en rayon selon la certification xNon précisé par la certification |                      |                |